# 平教盛

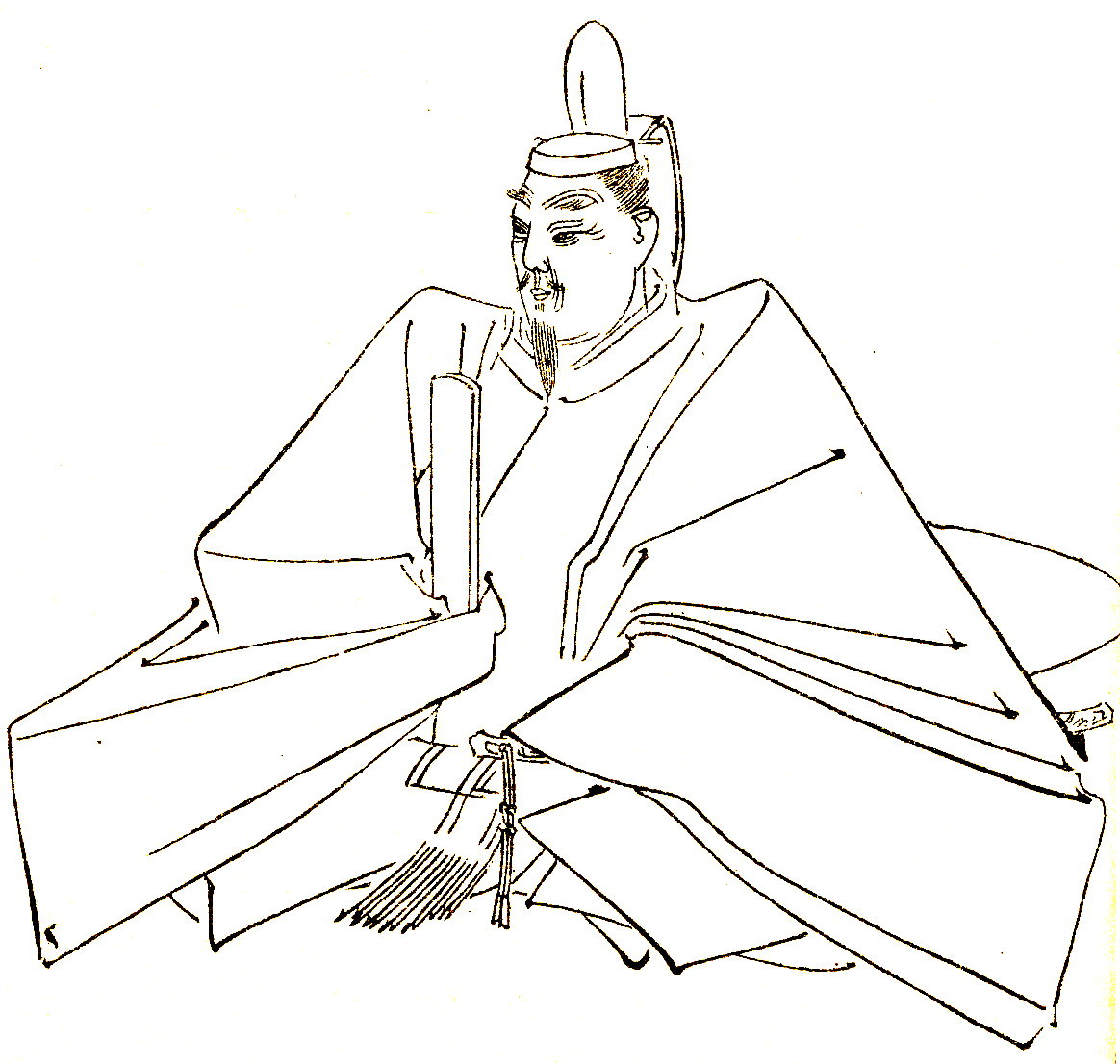
平教盛（菊池容斎『前賢故実』）

平 教盛（たいら の のりもり）は、平安時代末期の平家一門の武将。平忠盛の四男。平清盛の異母弟。母は藤原家隆の娘（待賢門院に仕えた女房）。平通盛、平教経の父。
保元の乱、平治の乱で兄の清盛に従って戦う。邸宅が六波羅の総門にあったことから門脇殿と通称され、さらに平氏政権での栄達に従って門脇宰相・門脇中納言と呼ばれた。鹿ケ谷の陰謀事件では娘婿の藤原成経が罪に問われたため、その赦免に奔走した。治承・寿永の乱では主に後方の守りについた。一ノ谷の戦いで嫡男の通盛を始め子息を失う。壇ノ浦の戦いの敗戦の中で兄の経盛とともに入水した。

## 生涯
保元元年（1156年）の保元の乱では兄・清盛に従って戦っている。功により院の昇殿を許された。
平治元年（1159年）の平治の乱では清盛が後白河法皇と二条天皇を内裏から奪回して、内裏に籠る源義朝・藤原信頼を攻撃する際に、清盛の嫡男の重盛、弟の頼盛とともに大将として六波羅を出撃。重盛が侍賢門、頼盛が郁方門を攻撃し、敗走したとみせかけて源氏を内裏からおびき出し、その間に内応者に陽明門を開けさせて内裏を占領する働きをした。退路を失った義朝は六波羅へ総攻撃をしかけるが、力尽きて敗走。乱は清盛の勝利に終わった。
清盛が後白河院と距離を置いたのと対照的に、母が仕えた待賢門院所生という縁から後白河院に接近し院近臣として活動した。ただし正室腹の異母弟・頼盛（池殿）に比べると、清盛に従順であったという。
乱後、正四位下・常陸介に叙任されていたが、応保元年（1161年）9月15日、二条天皇を廃して憲仁親王（後の高倉天皇）擁立を図ったとの容疑のため解官される。これは後白河上皇と二条天皇との対立の巻き添えを受けたもので、院に近い平時忠（清盛の義弟）や藤原成親も同時に解官されている。なお、翌年には能登守に復職している。
仁安3年（1168年）に正三位参議に進み、門脇宰相と呼ばれた。
安元3年（1177年）4月、延暦寺大衆が院御所へ強訴に押し寄せた際、警固のために出動。同年6月、鹿ケ谷の陰謀事件が発覚。首謀者は院近臣の藤原成親・西光・俊寛らで、このうちの成親の嫡男の成経は教盛の娘婿だった。娘は身重でもあり、困り果てた教盛は成経とともに清盛の元へ参り、寛大な処置を願ったが、清盛は対面すら許さず成経の断罪を命じた。これに対して、教盛は出家して隠遁するとまで言いだし、それならばとようやく成経の身柄を教盛に預けることを許した。
関係者の処罰が決まり、成経は備中国次いで遠く薩摩国鬼界ヶ島へ流されることになった。娘婿のこと哀れに思う教盛は懐妊した中宮・徳子の安産祈願として大赦を願い出て、清盛もこれを許し、翌治承2年（1178年）に成経は赦免されて京へ帰った。
治承4年（1180年）5月、以仁王の挙兵計画が露顕。園城寺に逃げ込んだ以仁王追討の大将の一人に任じられる。
治承5年（1181年）閏2月、清盛が死去。平家は衰運に向かうことになる。
養和元年（1181年）10月、北陸道の情勢が不穏になると、教盛は兄弟の頼盛、経盛とともに洛中の守りを担当した。嫡男の通盛は越前守で北国の守りを担当しており、源義仲の軍と合戦を繰り返していた。
養和2年（1182年）、従二位・権中納言に進み、門脇中納言と呼ばれるようになった。
一方、この頃正室の実の兄弟である藤原親光が対馬守に任じられていたが、秘かに頼朝に通じて反平家の動きを見せている。

### 一門都落ち
寿永2年（1183年）4月から5月にかけて、平維盛を総大将とする北陸遠征軍が源義仲に敗れて壊滅。嫡男の通盛も敗走して京へ逃げ帰った。同年7月、平家は京を支えきれなくなり、ついに都落ちする。
平家は讃岐国屋島に本営を置き、教盛・通盛・教経の父子は同年閏10月の水島の戦いに参戦し勝利する。さらに、同年11月の室山の戦いでは平重衡とともに大将軍として出陣し源行家を破っている。翌寿永3年（1184年）正月、義仲は鎌倉から派遣された源範頼・義経に滅ぼされた。
平家は摂津国福原まで進出し、教盛父子は西国の反乱勢力の鎮圧にあたり、特に次男の教経は華々しく戦った。寿永3年（1184年）2月4日、福原で清盛の法要が営まれ、除目が行われ（平家は安徳天皇と三種の神器を擁しているので除目を行う権利がある）、教盛は正二位大納言に叙されるが、これを辞退した。その日、源範頼・義経の鎌倉軍が京を進発していた。
7日に行われた福原を巡る一ノ谷の戦いで平家は惨敗し、嫡男の通盛をはじめ、子の教経、業盛らが討ち死にした（教経については生存説あり）。さらに、身重だった通盛の妻の小宰相も夫の後を追って入水自殺してしまう。子たちを失った教盛の身辺は心細いものになった。
その後、平家は屋島の戦いに敗れ、長門国彦島に逃れた。そして寿永4年（1185年）3月、壇ノ浦の戦いが行われ、平家は力尽きて敗北。二位尼（清盛の妻）と安徳天皇をはじめ、平家の一門は次々と入水した。教盛は兄の経盛とともに鎧の上に碇をつなげて兄弟手を取りあって海に沈んだ。享年58。
娘の教子の子である重子は後鳥羽天皇の寵妃となり、守成親王（のちの順徳天皇）を産んでいる。

## 官歴
※日付＝旧暦
- 久安4年（1148年）
  - 正月28日:左近衛将監。鳥羽院判官代
  - 2月5日：蔵人
  - 4月26日：従五位下
- 仁平元年（1151年）2月2日：淡路守
- 仁平3年（1153年）正月5日：従五位上（崇徳上皇御給）
- 保元2年（1157年）10月22日：正五位下（陰明門の造営）
- 保元3年（1158年）
  - 4月2日：左馬権頭兼任
  - 12月29日：大和守。左馬権頭如元
- 保元4年（1159年）
  - 正月3日：従四位下
  - 改元して平治元年12月27日：越中守（平治の乱の勲功）。左馬権頭如元
- 永暦元年（1160年）
  - 正月21日：常陸介。左馬権頭如元
  - 6月3日：従四位上（兄・清盛が、肥前国住人・通能を追討）
  - 10月11日：正四位下
- 応保元年（1161年）9月15日：解官
- 応保2年（1162年）7月17日:本位に復す。能登守
- 長寛2年（1164年）2月8日：内蔵頭兼任
- 永万元年（1165年）12月2日：能登守を辞任
- 仁安元年（1166年）10月10日：春宮亮兼任
- 仁安3年（1168年）
  - 2月19日：春宮亮を辞任（高倉天皇の践祚）。蔵人頭
  - 8月10日：参議に補任
  - 8月12日：正三位
- 仁安4年（1169年）正月11日：丹波権守兼任
- 承安4年（1174年）正月21日：丹波権守重任
- 治承2年（1178年）丹波権守を辞任
- 養和元年（1181年）12月4日：権中納言
- 養和2年（1182年）3月8日:従二位
- 寿永2年（1183年）
  - 4月5日：中納言
  - 8月6日：解官

## 系譜
- 父：平忠盛
- 母：待賢門院女房 - 藤原家隆の娘
- 妻：藤原資憲の娘
  - 嫡男：平通盛
  - 次男：平教経
- 生母不明
  - 三男：平業盛
  - 男子：仲快
  - 女子：源通親室
  - 女子：藤原成経室
  - 女子：平教子（藤原範季室）
  - 女子：平宗盛室

## 画像集

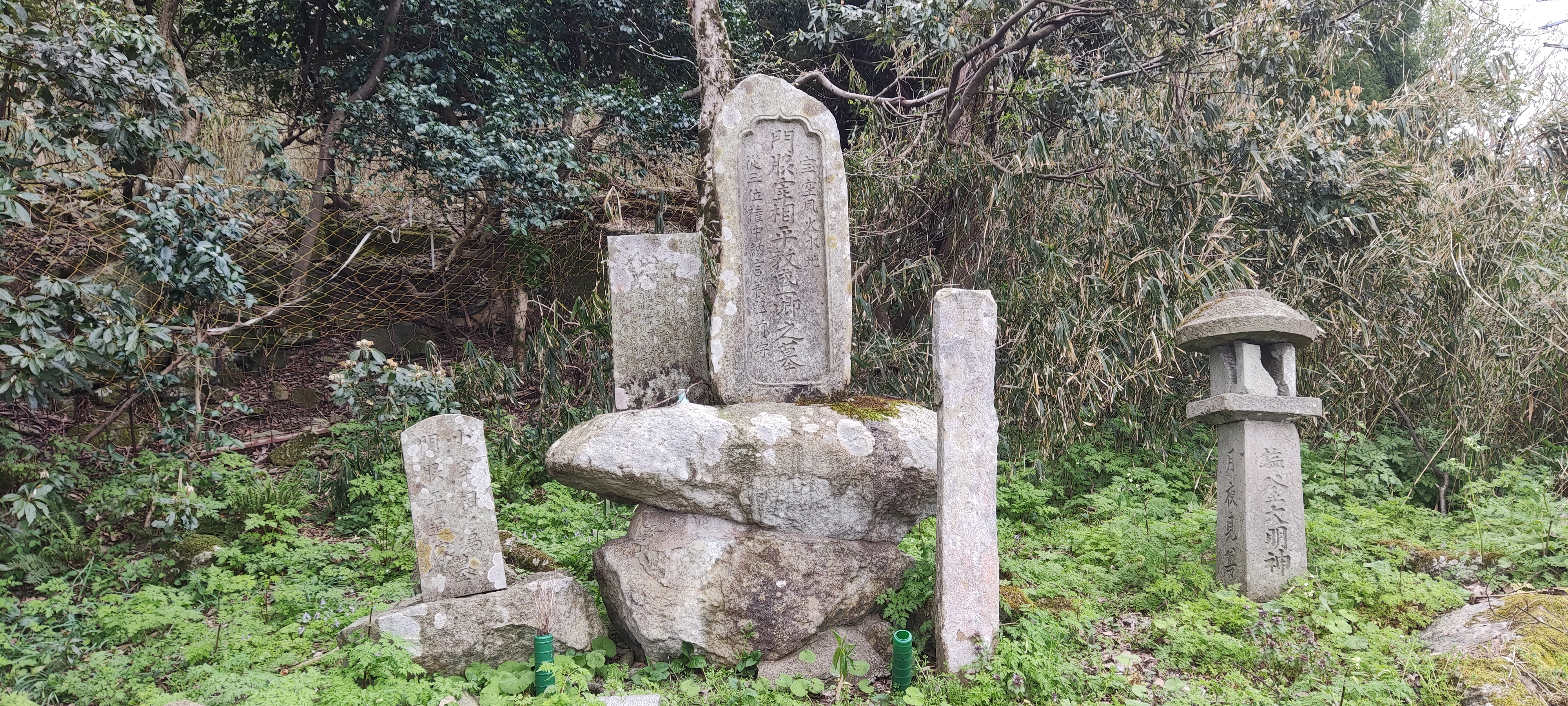
門脇宰相平教盛卿之墓（香美町）（兵庫県美方郡香美町香住区余部2951-5）
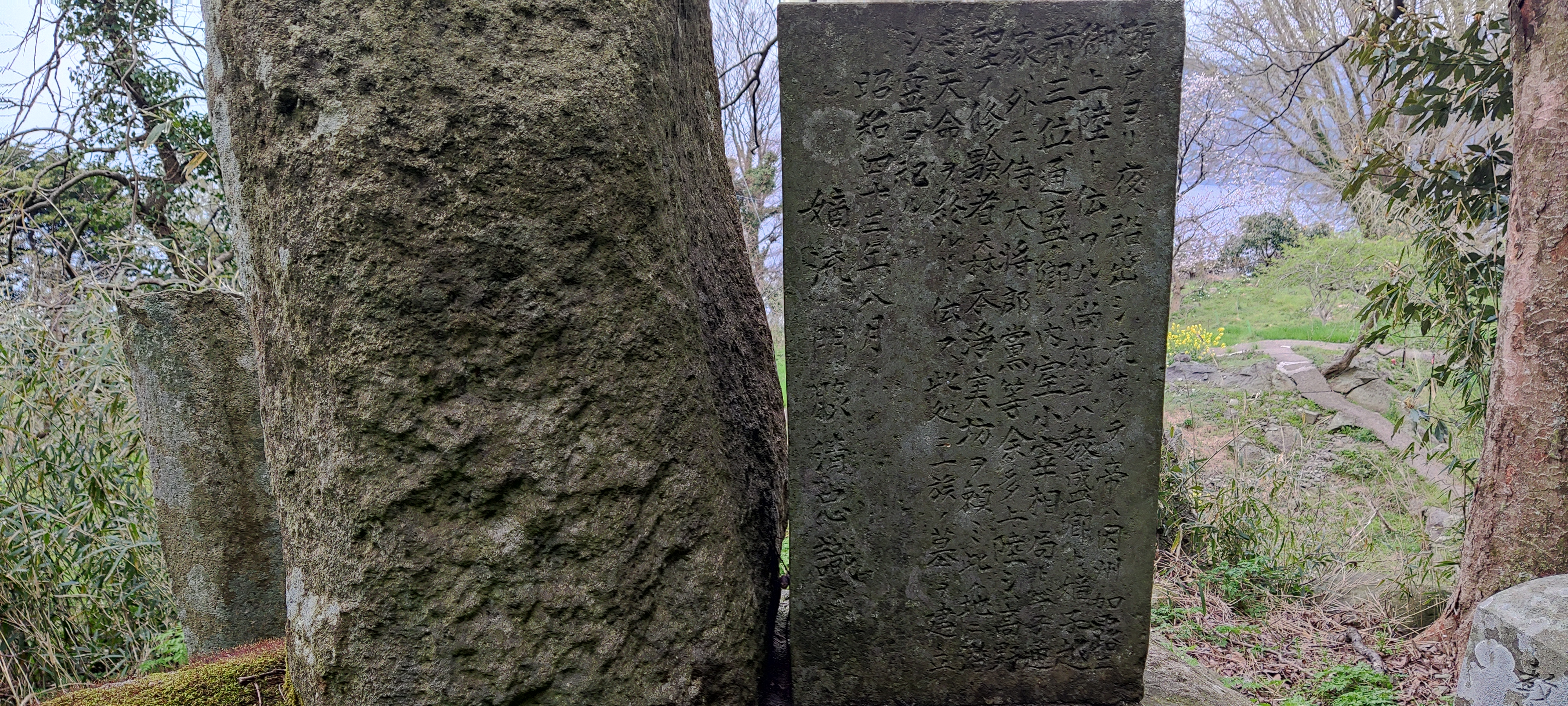
平教盛墓由来碑文（香美町）（昭和43年（1968）8月嫡流門脇清忠識）
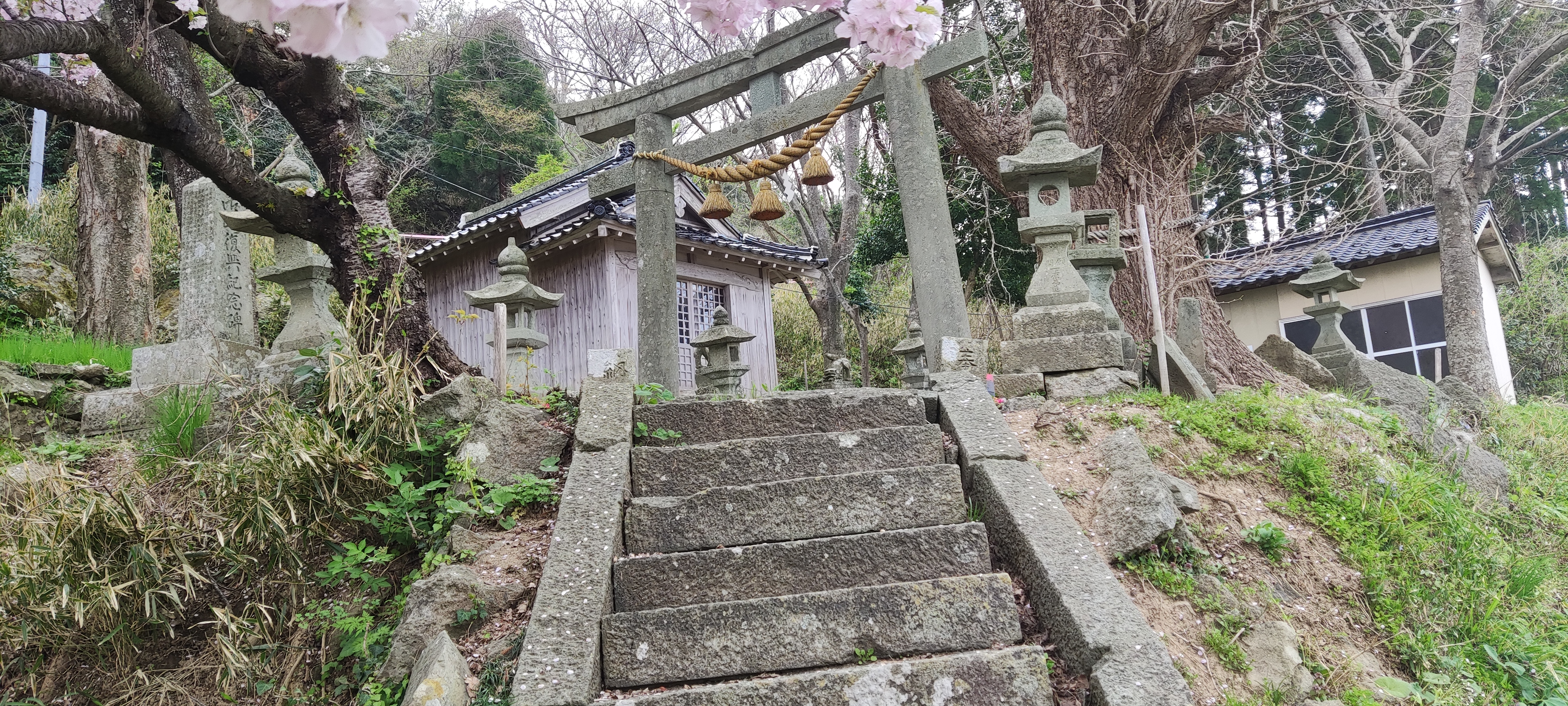
平内神社（香美町）（平教盛墓右上方・伊賀家長と2名の霊祠、正治2年（1200）6月御霊荒神と称す）
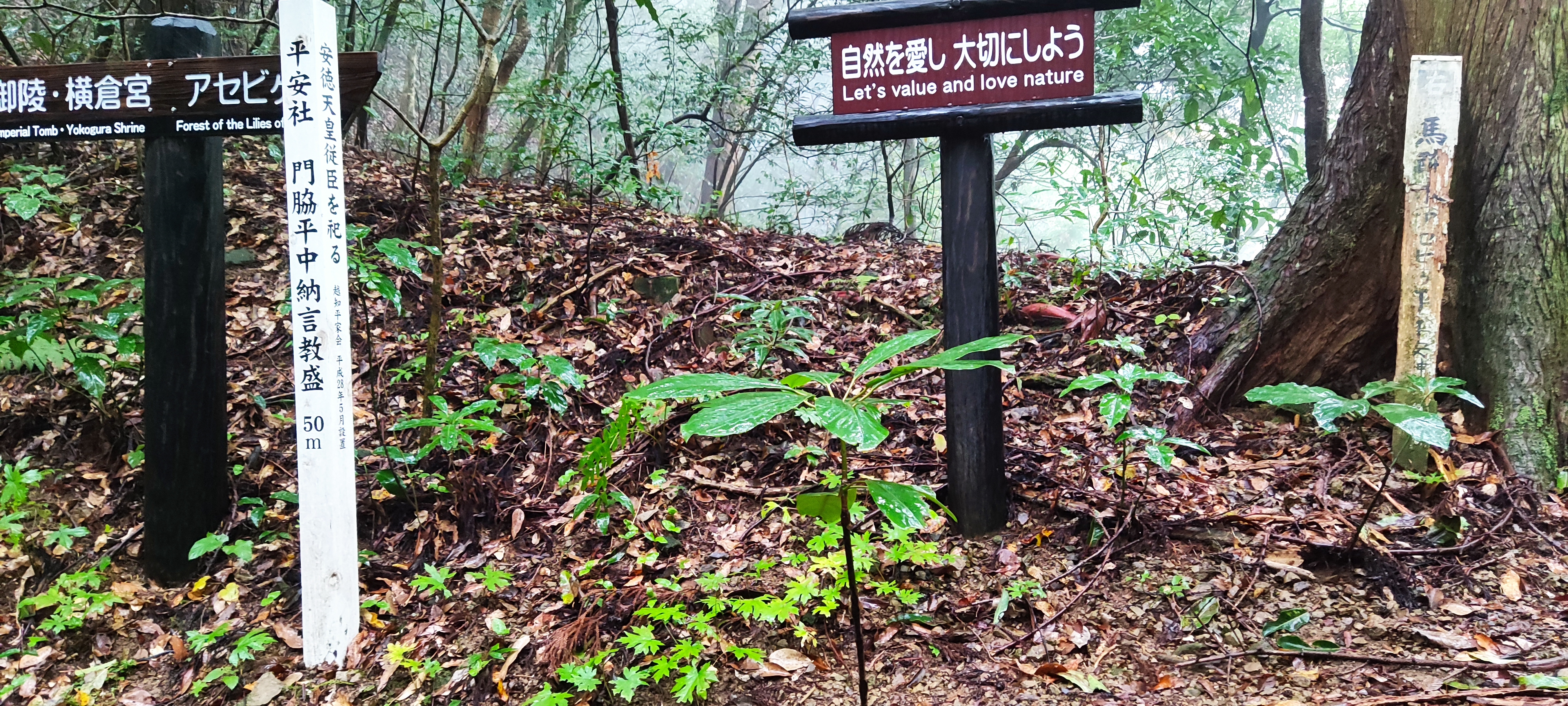
平安社（越知町）教盛案内杭（左手に安徳天皇安徳天皇越智陵墓参考地・横倉宮）
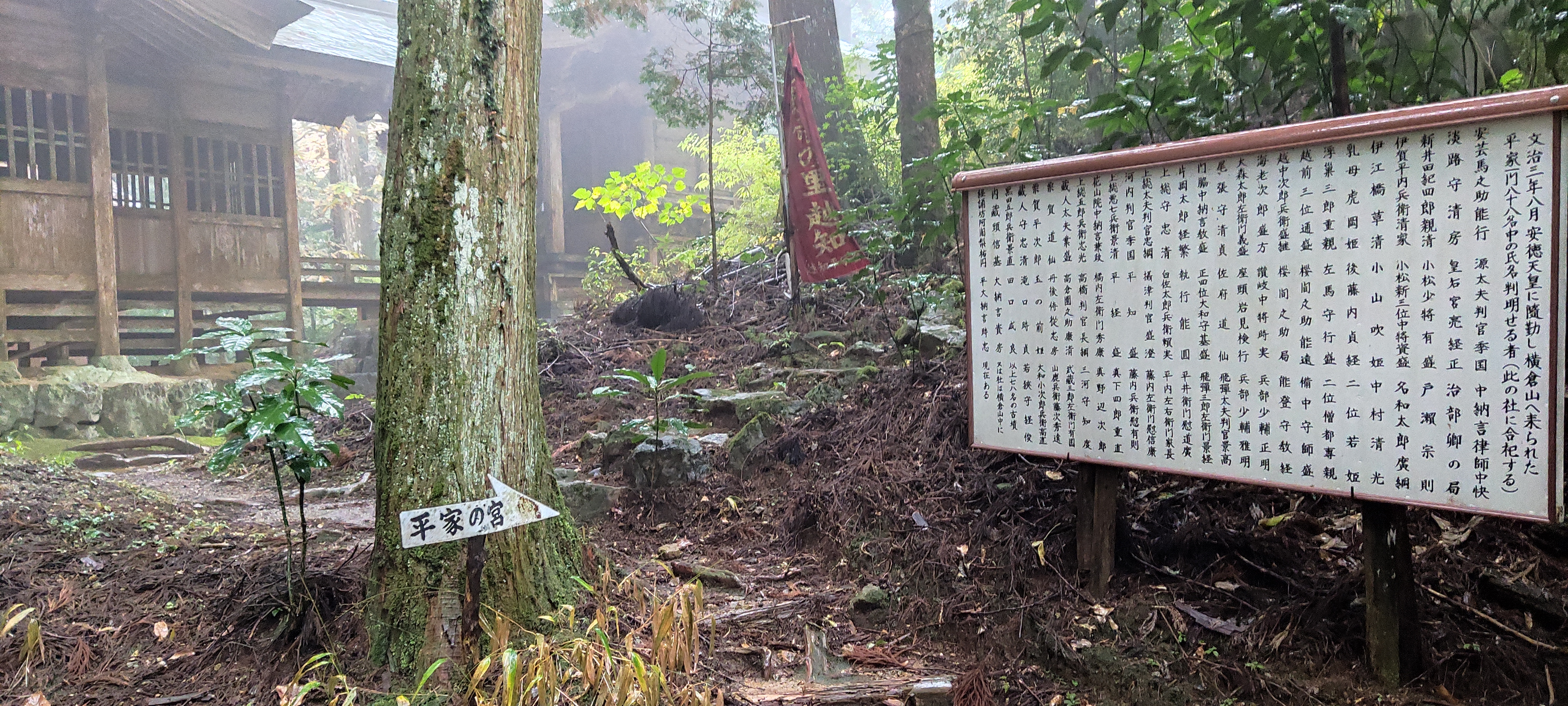
平家の宮（越知町）合祀名簿（平家一門88名氏名判明せる者手前杉原神社）
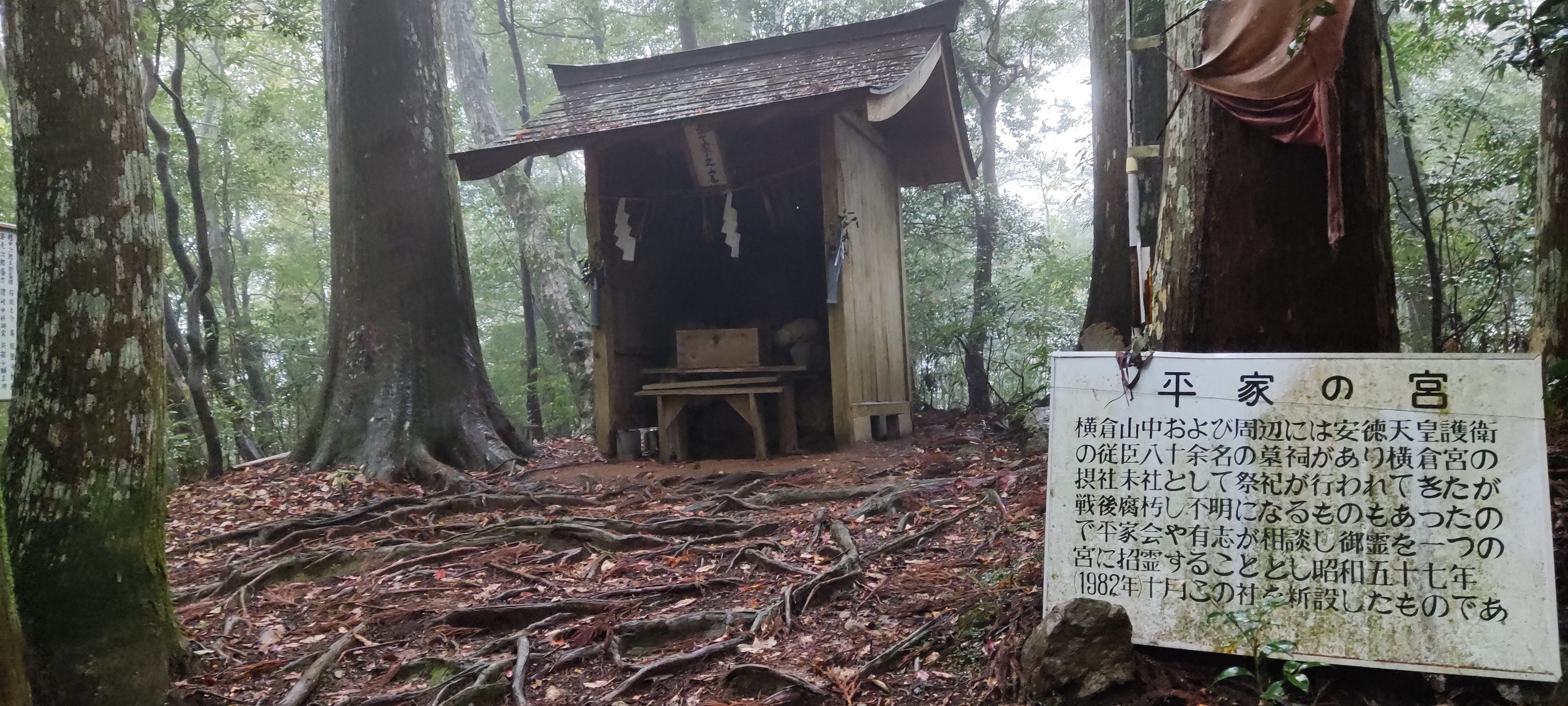
平家の宮（越知町）（高知県高岡郡越知町越知丁 道路）